# Лангенбек, Бернгард фон
Бернгард Рудольф Конрад фон Лангенбек (нем. Bernhard Rudolf Konrad von Langenbeck; 9 ноября 1810, Падингбюттель, Германия — 29 сентября 1887, Висбаден, Германия) — выдающийся германский хирург XIX столетия. Племянник и ученик хирурга и офтальмолога Конрада Иоганна Мартина Лангенбека.

## Биография
Бернгард фон Лангенбек — учитель Эсмарха, Бильрота, Кренлейна, Тирша, Гурльта и других, племянник Конрада Иоанна Лангенбека (1810—1887), изучал медицину в Геттингене, где в 1835 году получил степень доктора медицины за диссертацию «De retinae structura penitiore», после чего с научными целями посетил Францию и Англию. С 1836 года в Геттингене. В это время напечатал ряд замечательных сочинений об оперативном лечении привычных судорог пальцев, заикания подкожным сечением мышц и сухожилий; о непосредственном заживлении ран путём защиты их от внешнего воздуха и пр. Профессор хирургии в Геттингене, Киле, потом в Берлине. Здесь его учениками и ассистентами напечатаны многочисленные сообщения из его клиники; сам же он обнародовал ряд превосходных статей о подкожных рассечениях костей, о пластических операциях (ринопластике) и другие. С 1860 года издавал, вместе с Бильротом и Гурльтом, поныне существующий «Архив клинической хирургии». С 1864 года он принимал очень большое участие в организации военно-медицинской части во время войн Дании, Австрии и Франции и результаты своих поучительных наблюдений опубликовал в ряде выдающихся сочинений, он же первый опубликовал случай полного удаления гортани, об ампутации языка термокаутером и др. В 1872 году основал немецкое хирургическое общество, которого долгое время был председателем.